# Вінна-Випихи
Вінна-Випихи (пол. Winna-Wypychy) — село в Польщі, у гміні Цехановець Високомазовецького повіту Підляського воєводства.
Населення — 95 осіб (2011).
У 1975-1998 роках село належало до Ломжинського воєводства.

## Демографія
Демографічна структура станом на 31 березня 2011 року:
|          | Загалом | Допрацездатний вік | Працездатний вік | Постпрацездатний вік |
| -------- | ------- | ------------------ | ---------------- | -------------------- |
| Чоловіки | 50      | 9                  | 31               | 10                   |
| Жінки    | 45      | 8                  | 24               | 13                   |
| Разом    | 95      | 17                 | 55               | 23                   |